# Campeonato Mundial de Atletismo de 2009
Campeonato Mundial de Atletismo de 2009 foi a 12ª edição do campeonato mundial do esporte, realizada em Berlim, na Alemanha, entre 15 e 23 de agosto, com organização da Associação Internacional de Federações de Atletismo e da Associação Alemã de Federações de Atletismo (Deutscher Leichtathletik-Verband). A capital alemã foi escolhida como sede do evento cinco anos antes, no congresso da IAAF, derrotando outras sete cidades postulantes: Split, Valência, Brisbane, Bruxelas, Nova Delhi, Casablanca e Daegu. O evento teve a participação de 2101 atletas representando 202 nações, que competiram em 47 modalidades esportivas.
Disputado em quase toda sua totalidade no Estádio Olímpico de Berlim (Olympiastadion Berlin) completamente modernizado, apenas com a largada e chegada da marcha atlética e da maratona no simbólico Portão de Brandeburgo, a grande atração do evento em popularidade e nível técnico foi o velocista jamaicano Usain Bolt, que quebrou novamente os dois recordes mundiais que havia estabelecido nos Jogos Olímpicos do ano anterior em Pequim 2008. A também velocista jamaicana Shelly-Ann Fraser conquistou ali as duas primeiras das sete medalhas de ouro que ganharia em campeonatos mundiais. Outra das grandes estrelas do Mundial eleita pelos jornalistas foi o mascote "Berlino", um urso antropomórfico notado por sua hiperatividade no estádio; suas comemorações junto com Bolt, ajoelhados em contrição pelas vitórias e fazendo a pose do raio, rodaram o mundo.
No total, três recordes mundiais e seis recordes do campeonato foram quebrados. Dois atletas foram suspensos e um banido do esporte por testarem positivo no mais abrangente programa de antidopagem já utilizado pela IAAF, com a coleta de mais de mil amostras de sangue e urina e estocagem  destas amostras para o futuro, quando novas técnicas poderão descobrir estimulantes ainda não detectados na época.

## Local
O centro das competições foi o Estádio Olímpico, o Olympiastadion Berlin, com seus 74.800 lugares, construído inicialmente para os Jogos Olímpicos de Berlim em 1936, na Era Nazista, que recebeu uma modernização completa ao custo de €242 milhões de euros para  a Copa do Mundo de 2006 que teve a final disputada ali. Equipado com o mais moderno sistema tecnológico de som e iluminação artificial, sua pista azul de corrida feita com um material composto de borracha porosa permitia velocidades extremamente rápidas combinado com a melhor tração para os atletas.	

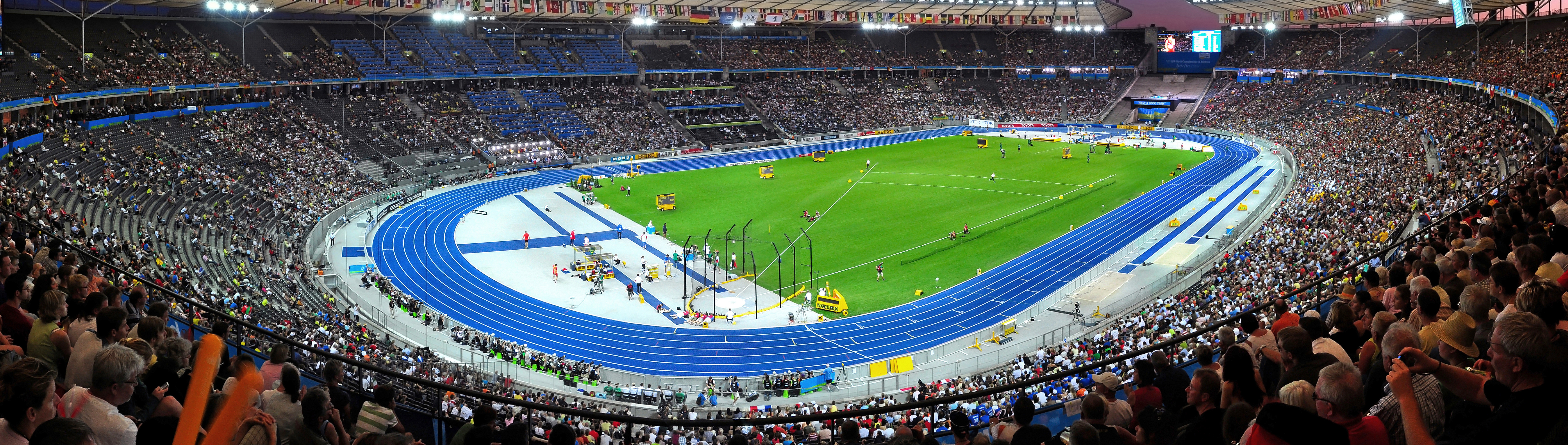
Visão do Estádio Olímpico durante o campeonato com sua pista de atletismo azul.

## Organização
Organizado pela IAAF, pela Associação Alemã de Atletismo e pela prefeitura de Berlim, o evento teve a supervisão e coordenação-geral operacional feita pelo Comitê Organizador de Berlim 2009 GmbH, sociedade comercial criada em 2005 especialmente para o evento. Com um orçamento de  €49,8 milhões de euros, ele cobria passagens e hospedagens para os atletas. Nove mil quartos de hotel foram reservados na cidade exclusivamente para o campeonato, com os organizadores acreditando que a reserva integral do Hotel Estrel (950 quartos) e do Hotel Berlin (650 quartos) pudesse criar um ambiente de "Vila Olímpica" para os atletas. Cerca de 400 mil ingressos foram vendidos – e cada um deles dava direito a usar o transporte público de graça – proporcionando um retorno de €17 milhões de euros além de €7 milhões em investimentos de marketing. A presença de turistas e atletas na cidade trouxe para Berlim um movimento de €120 milhões de euros, o que fez a prefeitura se candidatar a sede de eventos de atletismo futuros.
Um moeda comemorativa no valor de €10 euros foi cunhada especialmente para a ocasião pelo governo e o nome do urso mascote, "Belino", foi escolhido por votação popular. Como parte do Programa das Nações Unidas para o Meio Ambiente, 47 árvores, uma para cada modalidade disputada, forma plantadas na "Avenida dos Campeões", no centro de Berlim. Os direitos de televisionamento foram vendidos para 213 países, recorde neste tipo de evento,  e mais de 3500 jornalistas de todo mundo estiveram presentes às competições. De maneira a ter uma maior interação com o público, uma corrida de 10 km foi programada para acontecer em parte do percurso do maratona, passando pelos pontos mais históricos da capital, aberta ao público em geral e que contou com 10 mil participantes.
Pelo lado simbólico e histórico, o Comitê Organizador organizou um encontro público entre as famílias de Jesse Owens e Luz Long. Em Berlim 1936, nas Olimpíadas realizadas naquele mesmo estádio numa nação dominada pelo nazismo, que tinha no racismo e na supremacia da raça ariana um de seus pontos ideológicos mais fortes, a amizade e companheirismo demonstrada pelo alemão Long – hexacampeão alemão do salto em distância e favorito ao ouro – a seu rival Owens, um negro americano, que o derrotou na prova com a ajuda de seus conselhos técnicos, é considerado um dos grandes momentos de esportividade e fairplay mundiais.

## Prêmios
O Comitê Organizador ofereceu um prêmio de US$100.000 dólares para o atleta que estabelecesse um novo recorde mundial. Os premiados foram (duas vezes) Usain Bolt (100 m e 200 m ) e a polonesa Anita Włodarczyk (lançamento do martelo). Além disto, os seguintes prêmios por vitórias individuais e por equipes foram oferecidos:
| Eventos individuais – $60.000 – $30.000 – $20.000 4° lugar: $15.000 5º lugar: $10.000 6° lugar: $6.000 7º lugar: $5.000 8° lugar: $4.000 | Eventos por equipe – $80.000 – $40.000 – $20.000 4° lugar: $16.000 5º lugar: $12.000 6° lugar: $8.000 7º lugar: $6.000 8° lugar: $4.000 |

## Recordes
| Recorde               | Modalidade                    | Atleta            | País     | Marca   | Anterior                  |
| Recorde mundial       | 100 m rasos                   | Usain Bolt        | Jamaica  | 9.58    | 9.69 (2008)               |
| Recorde mundial       | 200 m rasos                   | Usain Bolt        | Jamaica  | 19.19   | 19.30 (2008)              |
| Recorde mundial       | lançamento do martelo         | Anita Wlodarczyk  | Polónia  | 77,96 m | 77,80 m (2006)            |
| Recorde do campeonato | 10 000 m                      | Kenenisa Bekele   | Etiópia  | 26:46.3 | 26:49.5 – Paris 2003      |
| Recorde do campeonato | maratona                      | Abel Kirui        | Quénia   | 2:06:54 | 2:08:31 – Paris 2003      |
| Recorde do campeonato | 3 000 m c/ obstáculos         | Ezekiel Kemboi    | Quénia   | 8:00.43 | 8:04.16 – Gotemburgo 1995 |
| Recorde do campeonato | revezamento 4x100 m masculino | Jamaica           | Jamaica  | 37.31   | 37.40 – Stuttgart 1993    |
| Recorde do campeonato | 400 m c/ barreiras            | Melaine Walker    | Jamaica  | 52.42   | 52.61 – Gotemburgo 1995   |
| Recorde do campeonato | lançamento do martelo         | Betty Heidler (*) | Alemanha | 75,27 m | 75.20 – Sevilha 1999      |

(*) - A alemã Betty Heidler quebrou o antigo recorde do Campeonato Mundial nas eliminatórias com um lançamento de 75,27 m. Seu recorde durou apenas 48 horas, sendo superado na final pela polonesa Anita Wlodarczyk, que, com a marca de 77,96 m, quebrou não apenas o recorde do campeonato como o recorde mundial. Detentora do recorde do campeonato por dois dias, Heidler faria um lançamento mais longo na final – 77,12 m – suficiente para a medalha de prata e o novo recorde alemão. 

## Quadro de Medalhas
| Posição | País              | Ouro | Prata | Bronze | Total |
| 1       | Estados Unidos    | 10   | 6     | 6      | 22    |
| 2       | Jamaica           | 7    | 4     | 2      | 13    |
| 3       | Quênia            | 4    | 5     | 2      | 11    |
| 4       | Rússia            | 4    | 3     | 6      | 13    |
| 5       | Polônia           | 2    | 4     | 2      | 8     |
| 6       | Alemanha          | 2    | 3     | 4      | 9     |
| 7       | Etiópia           | 2    | 2     | 4      | 8     |
| 8       | Grã-Bretanha      | 2    | 2     | 3      | 7     |
| 9       | África do Sul     | 2    | 1     |        | 3     |
| 10      | Austrália         | 2    |       | 2      | 4     |
| 11      | Bahrein           | 2    |       | 1      | 3     |
| 12      | Cuba              | 1    | 4     | 1      | 6     |
| 13      | China             | 1    | 1     | 2      | 4     |
| 14      | Noruega           | 1    | 1     |        | 2     |
| 15      | Espanha           | 1    |       | 1      | 2     |
| 16      | Barbados          | 1    |       |        | 1     |
| 16      | Croácia           | 1    |       |        | 1     |
| 16      | Eslovênia         | 1    |       |        | 1     |
| 16      | Nova Zelândia     | 1    |       |        | 1     |
| 20      | França            |      | 1     | 2      | 3     |
| 20      | Trinidad e Tobago |      | 1     | 2      | 3     |
| 22      | Bahamas           |      | 1     | 1      | 2     |
| 22      | Japão             |      | 1     | 1      | 2     |
| 24      | Canadá            |      | 1     |        | 1     |
| 24      | Chipre            |      | 1     |        | 1     |
| 24      | República Tcheca  |      | 1     |        | 1     |
| 24      | Eritreia          |      | 1     |        | 1     |
| 24      | Irlanda           |      | 1     |        | 1     |
| 24      | Panamá            |      | 1     |        | 1     |
| 24      | Portugal          |      | 1     |        | 1     |
| 24      | Porto Rico        |      | 1     |        | 1     |
| 32      | Estônia           |      |       | 1      | 1     |
| 32      | México            |      |       | 1      | 1     |
| 32      | Qatar             |      |       | 1      | 1     |
| 32      | Romênia           |      |       | 1      | 1     |
| 32      | Eslováquia        |      |       | 1      | 1     |
| 32      | Turquia           |      |       | 1      | 1     |

## Medalhistas

### Masculino
| Evento                         | Ouro                                                                               | Ouro     | Prata                                                                                 | Prata    | Bronze                                                                                     | Bronze   |
| 100 m detalhes                 | Usain Bolt · Jamaica                                                               | 9.58     | Tyson Gay · Estados Unidos                                                            | 9.71     | Asafa Powell · Jamaica                                                                     | 9.84     |
| 200 m detalhes                 | Usain Bolt · Jamaica                                                               | 19.19    | Alonso Edward · Panamá                                                                | 19.81    | Wallace Spearmon · Estados Unidos                                                          | 19.85    |
| 400 m detalhes                 | LaShawn Merritt · Estados Unidos                                                   | 44.06    | Jeremy Wariner · Estados Unidos                                                       | 44.60    | Renny Quow · Trinidad e Tobago                                                             | 45.02    |
| 800 m detalhes                 | Mbulaeni Mulaudzi · África do Sul                                                  | 1:45.29  | Alfred Kirwa Yego · Quênia                                                            | 1:45.35  | Yusuf Saad Kamel · Bahrein                                                                 | 1:45.35  |
| 1500 m detalhes                | Yusuf Saad Kamel · Bahrein                                                         | 3:35.93  | Deresse Mekonnen · Etiópia                                                            | 3:36.01  | Bernard Lagat · Estados Unidos                                                             | 3:36.20  |
| 5000 m detalhes                | Kenenisa Bekele · Etiópia                                                          | 13:17.0  | Bernard Lagat · Estados Unidos                                                        | 13:17.3  | James Kwalia · Catar                                                                       | 13:17.7  |
| 10000 m detalhes               | Kenenisa Bekele · Etiópia                                                          | 26:46.3  | Zersenay Tadese · Eritreia                                                            | 26:50.1  | Moses Ndiema Masai · Quênia                                                                | 26:57.3  |
| Maratona detalhes              | Abel Kirui · Quênia                                                                | 2:06:54  | Emmanuel Mutai · Quênia                                                               | 2:07:48  | Tsegay Kebede · Etiópia                                                                    | 2:08:35  |
| Marcha 20 km detalhes          | Wang Hao · China                                                                   | 1:19:06  | Eder Sánchez · México                                                                 | 1:19:22  | Giorgio Rubino · Itália                                                                    | 1:19:50  |
| Marcha 50 km detalhes          | Trond Nymark · Noruega                                                             | 3:41:16  | Jesús Ángel García · Espanha                                                          | 3:41:37  | Grzegorz Sudol · Polónia                                                                   | 3:42:34  |
| 110 m c/ barreiras detalhes    | Ryan Brathwaite · Barbados                                                         | 13:14    | Terrence Trammell · Estados Unidos                                                    | 13:15    | David Payne · Estados Unidos                                                               | 13:15    |
| 400 m c/ barreiras detalhes    | Kerron Clement · Estados Unidos                                                    | 47.91    | Javier Culson · Porto Rico                                                            | 48.09    | Bershawn Jackson · Estados Unidos                                                          | 48.23    |
| 3000 m c/ obstáculos detalhes  | Ezekiel Kemboi · Quênia                                                            | 8:00:43  | Richard Mateelong · Quênia                                                            | 8:00:89  | Bouabdellah Tahri · França                                                                 | 8:01:18  |
| 4x100 m detalhes               | Jamaica · Steve Mullings · Michael Frater · Usain Bolt · Asafa Powell              | 37.31    | Trinidad e Tobago · Darrel Brown · Marc Burns · Emmanuel Callander · Richard Thompson | 37.62    | Grã-Bretanha · Simeon Williamson · Tyrone Edgar · Marlon Devonish · Harry Aikines-Aryeetey | 38:02    |
| 4x400 m detalhes               | Estados Unidos · Angelo Taylor · Jeremy Wariner · Kerron Clement · LaShawn Merritt | 2:57.86  | Grã-Bretanha · Conrad Williams · Michael Bingham · Robert Tobin · Martyn Rooney       | 3:00.53  | Austrália · John Steffensen · Ben Offereins · Tristan Thomas · Sean Wroe                   | 3:00.90  |
| Salto com vara detalhes        | Steven Hooker · Austrália                                                          | 5,90 m   | Romain Mesnil · França                                                                | 5,85 m   | Renaud Lavillenie · França                                                                 | 5,80 m   |
| Salto em distância detalhes    | Dwight Phillips · Estados Unidos                                                   | 8,54 m   | Godfrey Khotso Mokoena · África do Sul                                                | 8,47 m   | Mitchell Watt · Austrália                                                                  | 8,37 m   |
| Salto triplo detalhes          | Phillips Idowu · Grã-Bretanha                                                      | 17,73 m  | Nelson Évora · Portugal                                                               | 17,55 m  | Alexis Copello · Cuba                                                                      | 17,36 m  |
| Salto em altura (*) detalhes   | Yaroslav Rybakov · Rússia                                                          | 2,32 m   | Kyriakos Ioannou · Chipre                                                             | 2,32 m   | Sylwester Bednarek · PolôniaRaúl Spank · Alemanha                                          | 2,32 m   |
| Arremesso de peso detalhes     | Christian Cantwell · Estados Unidos                                                | 22,03 m  | Tomasz Majewski · Polónia                                                             | 21,91 m  | Ralf Bartels · Alemanha                                                                    | 21,37 m  |
| Lançamento de disco detalhes   | Robert Harting · Alemanha                                                          | 69,43 m  | Piotr Malachowski · Polónia                                                           | 69,15 m  | Gerd Kanter · Estónia                                                                      | 66,88 m  |
| Lançamento de martelo detalhes | Primož Kozmus · Eslovênia                                                          | 80,84 m  | Szymon Ziółkowski · Polónia                                                           | 79,30 m  | Aleksey Zagornyi · Rússia                                                                  | 78,09 m  |
| Lançamento de dardo detalhes   | Andreas Thorkildsen · Noruega                                                      | 89,59 m  | Guillermo Martínez · Cuba                                                             | 86,41 m  | Yukifumi Murakami · Japão                                                                  | 82,97 m  |
| Decatlo detalhes               | Trey Hardee · Estados Unidos                                                       | 8790 pts | Leonel Suárez · Cuba                                                                  | 8640 pts | Oleksiy Kasyanov · Ucrânia                                                                 | 8479 pts |

(*) -  Todos os medalhistas do salto em altura saltaram a mesma marca. A colocação foi definida pelo número menor de saltos para atingi-la, incluindo as tentativas em alturas inferiores. Bednarek e Spank tiveram exatamente o mesmo resultado e dividiram a medalha de bronze. 

### Feminino
| Evento                         | Ouro                                                                           | Ouro     | Prata                                                                                        | Prata    | Bronze                                                                                           | Bronze   |
| 100 m detalhes                 | Shelly-Ann Fraser · Jamaica                                                    | 10.73    | Kerron Stewart · Jamaica                                                                     | 10.75    | Carmelita Jeter · Estados Unidos                                                                 | 10.90    |
| 200 m detalhes                 | Allyson Felix · Estados Unidos                                                 | 22.02    | Veronica Campbell-Brown · Jamaica                                                            | 22.35    | Debbie Ferguson-McKenzie · Bahamas                                                               | 22.41    |
| 400 m detalhes                 | Sanya Richards · Estados Unidos                                                | 49.00    | Shericka Williams · Jamaica                                                                  | 49.32    | Antonina Krivoshapka · Rússia                                                                    | 49.71    |
| 800 m detalhes                 | Caster Semenya · África do Sul                                                 | 1:55.45  | Janeth Jepkosgei · Quênia                                                                    | 1:57.90  | Jenny Meadows · Grã-Bretanha                                                                     | 1:57.93  |
| 1500 m detalhes                | Maryam Yusuf Jamal · Bahrein                                                   | 4:03.74  | Lisa Dobriskey · Grã-Bretanha                                                                | 4:03.75  | Shannon Rowbury · Estados Unidos                                                                 | 4:04.18  |
| 5000 m detalhes                | Vivian Cheruiyot · Quênia                                                      | 14:57.9  | Sylvia Jebiwot Kibet · Quênia                                                                | 14:58.3  | Meseret Defar · Etiópia                                                                          | 14:58.4  |
| 10000 m detalhes               | Linet Masai · Quênia                                                           | 30:51.2  | Meselech Melkamu · Etiópia                                                                   | 30:51.3  | Wude Ayalew · Etiópia                                                                            | 30:51.9  |
| Maratona detalhes              | Bai Xue · China                                                                | 2:25:15  | Yoshimi Ozaki · Japão                                                                        | 2:25:25  | Aselefech Mergia · Etiópia                                                                       | 2:25:32  |
| Marcha 20 km detalhes          | Olive Loughnane · Irlanda                                                      | 1:28:58  | Liu Hong · China                                                                             | 1:29:10  | Anisya Kirdyapkina · Rússia                                                                      | 1:30:09  |
| 100 m c/ barreiras detalhes    | Brigitte Foster-Hylton · Jamaica                                               | 12.51    | Priscilla Lopes-Schliep · Canadá                                                             | 12.54    | Delloreen Ennis-London · Jamaica                                                                 | 12.55    |
| 400 m c/ barreiras detalhes    | Melaine Walker · Jamaica                                                       | 52.42    | Lashinda Demus · Estados Unidos                                                              | 52.96    | Josanne Lucas · Trinidad e Tobago                                                                | 53.20    |
| 3000 m c/ obstáculos detalhes  | Yuliya Zarudneva · Rússia                                                      | 9:08.39  | Milcah Chemos Cheywa · Quênia                                                                | 9:08.57  | Gulnara Samitova-Galkina · Rússia                                                                | 9:11.09  |
| 4x100 m detalhes               | Jamaica · Simone Facey · Shelly-Ann Fraser · Aleen Bailey · Kerron Stewart     | 42.06    | Bahamas · Sheniqua Ferguson · Chandra Sturrup · Christine Amertil · Debbie Ferguson-McKenzie | 42:29    | Alemanha · Marion Wagner · Anne Möllinger · Cathleen Tschirch · Verena Sailer                    | 42.87    |
| 4x400 m detalhes               | Estados Unidos · Debbie Dunn · Allyson Felix · Lashinda Demus · Sanya Richards | 3:17.83  | Jamaica · Rosemarie Whyte · Novlene Williams-Mills · Shereefa Lloyd · Shericka Williams      | 3:21.15  | Grã-Bretanha · Lee McConnell · Christine Ohuruogu · Vicki Barr · Nicola Sanders · Jenny Meadows* | 3:25.16  |
| Salto com vara (*) detalhes    | Anna Rogowska Polônia                                                          | 4,75 m   | Monika Pyrek · PolôniaChelsea Johnson · Estados Unidos                                       | 4,65 m   | Nenhuma                                                                                          | Nenhuma  |
| Salto em distância detalhes    | Brittney Reese · Estados Unidos                                                | 7,10 m   | Karin Melis Mey · Turquia                                                                    | 6,80 m   | Naide Gomes · Portugal                                                                           | 6,77 m   |
| Salto triplo detalhes          | Yargeris Savigne · Cuba                                                        | 14,95 m  | Mabel Gay · Cuba                                                                             | 14,61 m  | Anna Pyatykh · Rússia                                                                            | 14,58 m  |
| Salto em altura detalhes       | Blanka Vlašic · Croácia                                                        | 2,04 m   | Ariane Friedrich · Alemanha                                                                  | 2,02 m   | Antonietta Di Martino · Itália                                                                   | 1,99 m   |
| Arremesso de peso detalhes     | Valerie Vili · Nova Zelândia                                                   | 20,44 m  | Nadine Kleinert · Alemanha                                                                   | 20,20 m  | Gong Lijiao · China                                                                              | 19,89 m  |
| Lançamento de disco detalhes   | Dani Samuels · Austrália                                                       | 65,44 m  | Yarelys Barrios · Cuba                                                                       | 65,31 m  | Nicoleta Grasu Romênia                                                                           | 65,20 m  |
| Lançamento de martelo detalhes | Anita Włodarczyk Polônia                                                       | 77,96 m  | Betty Heidler · Alemanha                                                                     | 77,12 m  | Martina Hrašnová · Eslováquia                                                                    | 74,79 m  |
| Lançamento de dardo detalhes   | Steffi Nerius · Alemanha                                                       | 67,30 m  | Barbora Špotáková República Tcheca                                                           | 66,42 m  | Monica Stoian · Roménia                                                                          | 64,51 m  |
| Heptatlo detalhes              | Jessica Ennis · Grã-Bretanha                                                   | 6731 pts | Jennifer Oeser · Alemanha                                                                    | 6493 pts | Kamila Chudzik Polônia                                                                           | 6471 pts |

(*)  No salto com vara houve um empate em segundo lugar. Quando isso acontece, as duas recebem medalha de prata e a de bronze não é concedida.

## Países participantes
202 países participaram do Mundial de 2009. Entre parênteses, o número de atletas.
| Lista de países participantes | Lista de países participantes | Lista de países participantes | Lista de países participantes |
| --- | --- | --- | --- |
| - Afeganistão (2) - África do Sul (24) - Albânia (1) - Alemanha (85) - Andorra (2) - Anguila (2) - Antígua e Barbuda (2) - Antilhas Holandesas (2) - Arábia Saudita (12) - Argélia (6) - Argentina (6) - Armênia (2) - Austrália (38) - Áustria (5) - Azerbaijão (1) - Bahamas (15) - Bahrein (10) - Bangladesh (1) - Barbados (4) - Bélgica (23) - Belize (1) - Benim (2) - Bermudas (1) - Bielorrússia (26) - Bolívia (2) - Bósnia e Herzegovina (1) - Botswana (5) - Brasil (30) - Brunei (1) - Bulgária (11) - Burquina Fasso (2) - Burundi (2) - Butão (1) - Cabo Verde (2) - Camarões (3) - Camboja (1) - Canadá (31) - Cazaquistão (14) - Chile (4) - China (32) - Chipre (4) - Colômbia (11) - Comores (2) - República do Congo (2) - Coreia do Norte (6) - Coreia do Sul (19) - Costa do Marfim (2) - Costa Rica (3) - Croácia (5) | - Cuba (34) - Dinamarca (3) - Djibuti (1) - Dominica (1) - Egito (4) - Emirados Árabes Unidos (2) - El Salvador (2) - Eritreia (8) - Eslováquia (13) - Eslovênia (13) - Espanha (51) - Estados Federados da Micronésia (1) - Estados Unidos (160) - Estónia (18) - Equador (10) - Etiópia (38) - Fiji (2) - Filipinas (2) - Finlândia (20) - França (78) - Gabão (2) - Gâmbia (2) - Gana (3) - Geórgia (2) - Gibraltar (1) - Grã-Bretanha (51) - Granada (6) - Grécia (22) - Guatemala (2) - Guiana (3) - Guiné (2) - Guiné Equatorial (2) - Haiti (2) - Honduras (2) - Hong Kong (1) - Hungria (12) - Ilhas Caimã (2) - Ilhas Cook (2) - Ilhas Marshall (1) - Ilhas Salomão (2) - Ilhas Virgens Americanas (2) - Ilhas Virgens Britânicas (1) - Índia (6) - Indonésia (2) - Irão (2) - Iraque (2) - Irlanda (17) - Islândia (2) - Israel (14) - Itália (37) - Jamaica (46) | - Japão (57) - Jordânia (2) - Kuwait (2) - Laos (2) - Letônia (15) - Líbano (2) - Lesoto (2) - Libéria (3) - Líbia (2) - Lituânia (15) - Luxemburgo (1) - Macau (1) - Macedônia do Norte (1) - Madagáscar (2) - Malásia (2) - Malawi (2) - Maldivas (2) - Mali (2) - Malta (1) - Marianas Setentrionais (2) - Mauritânia (2) - Ilhas Maurícias (4) - México (18) - Moldávia (6) - Mónaco (1) - Mongólia (2) - Montenegro (2) - Marrocos (22) - Moçambique (2) - Myanmar (2) - Namíbia (4) - Nauru (2) - Nova Zelândia (16) - Nicarágua (2) - Níger (1) - Nigéria (25) - Noruega (17) - Omã (1) - Países Baixos (11) - Palau (2) - Palestina (2) - Panamá (3) - Papua-Nova Guiné (2) - Paquistão (2) - Paraguai (1) - Peru (4) - Polónia (42) - Polinésia Francesa (2) - Portugal (30) - Porto Rico (5) - Catar (9) | - Kiribati (2) - Quênia (43) - Quirguistão (2) - República Democrática do Congo (2) - República Centro-Africana (2) - Chéquia (22) - República Dominicana (6) - Roménia (17) - Rússia (106) - Ruanda (3) - São Cristóvão e Neves (7) - Santa Lúcia (1) - São Vicente e Granadinas (2) - Samoa (2) - Samoa Americana (2) - San Marino (2) - São Tomé e Príncipe (2) - Senegal (14) - Sérvia (8) - Seicheles (2) - Serra Leoa (2) - Singapura (2) - Somália (1) - Sri Lanka (2) - Sudão (9) - Suriname (2) - Essuatíni (2) - Suécia (23) - Suíça (11) - Síria (2) - Taipé Chinesa (2) - Tajiquistão (2) - Tanzânia (10) - Tailândia (1) - Togo (2) - Tonga (2) - Trinidad e Tobago (20) - Tunísia (5) - Turquia (12) - Turquemenistão (2) - Turcas e Caicos (1) - Tuvalu (2) - Uganda (12) - Ucrânia (54) - Uruguai (3) - Uzbequistão (6) - Vanuatu (2) - Venezuela (2) - Vietname (3) - Zâmbia (5) - Zimbabwe (6) |

## Galeria

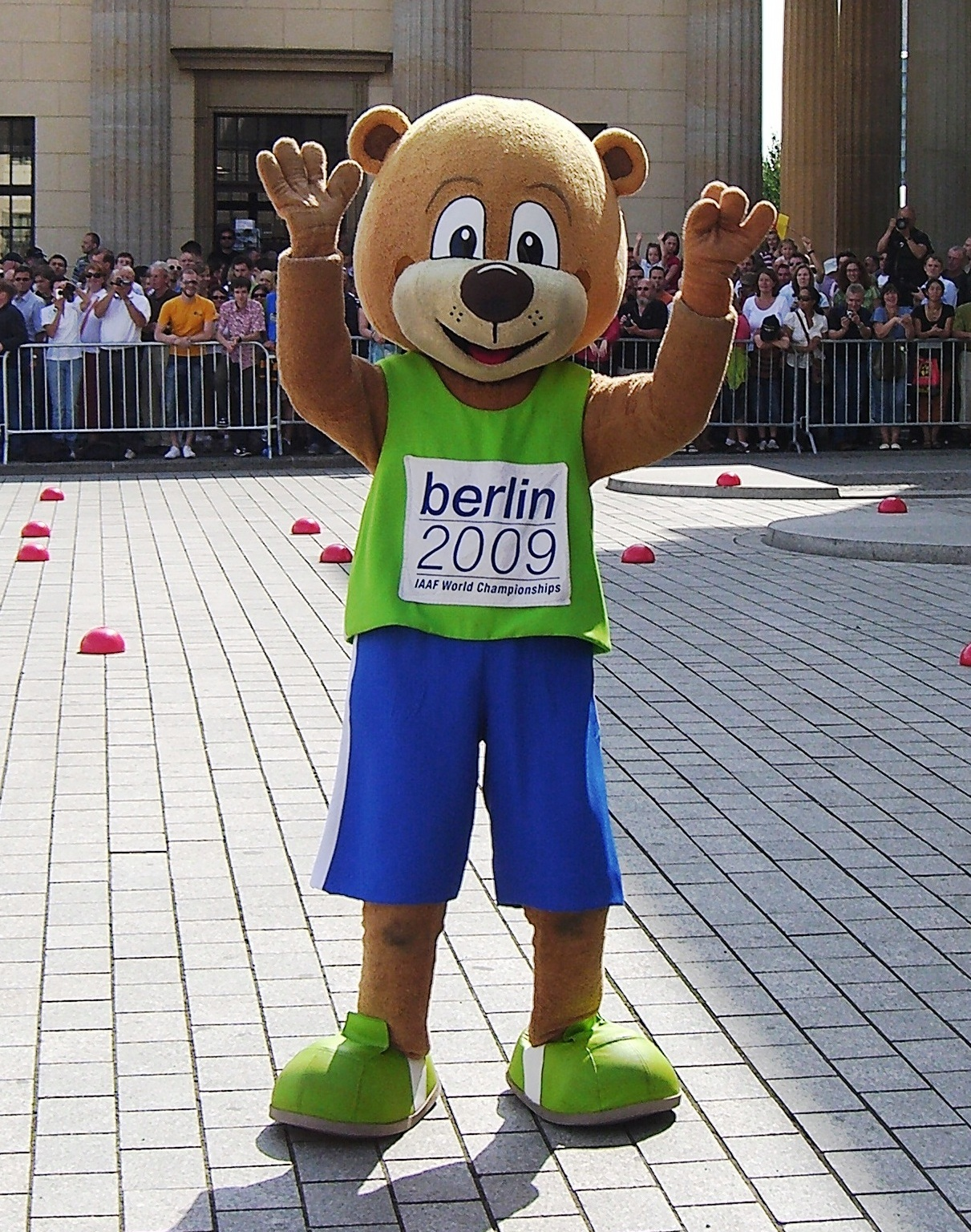
"Berlino", o mascote do Mundial.
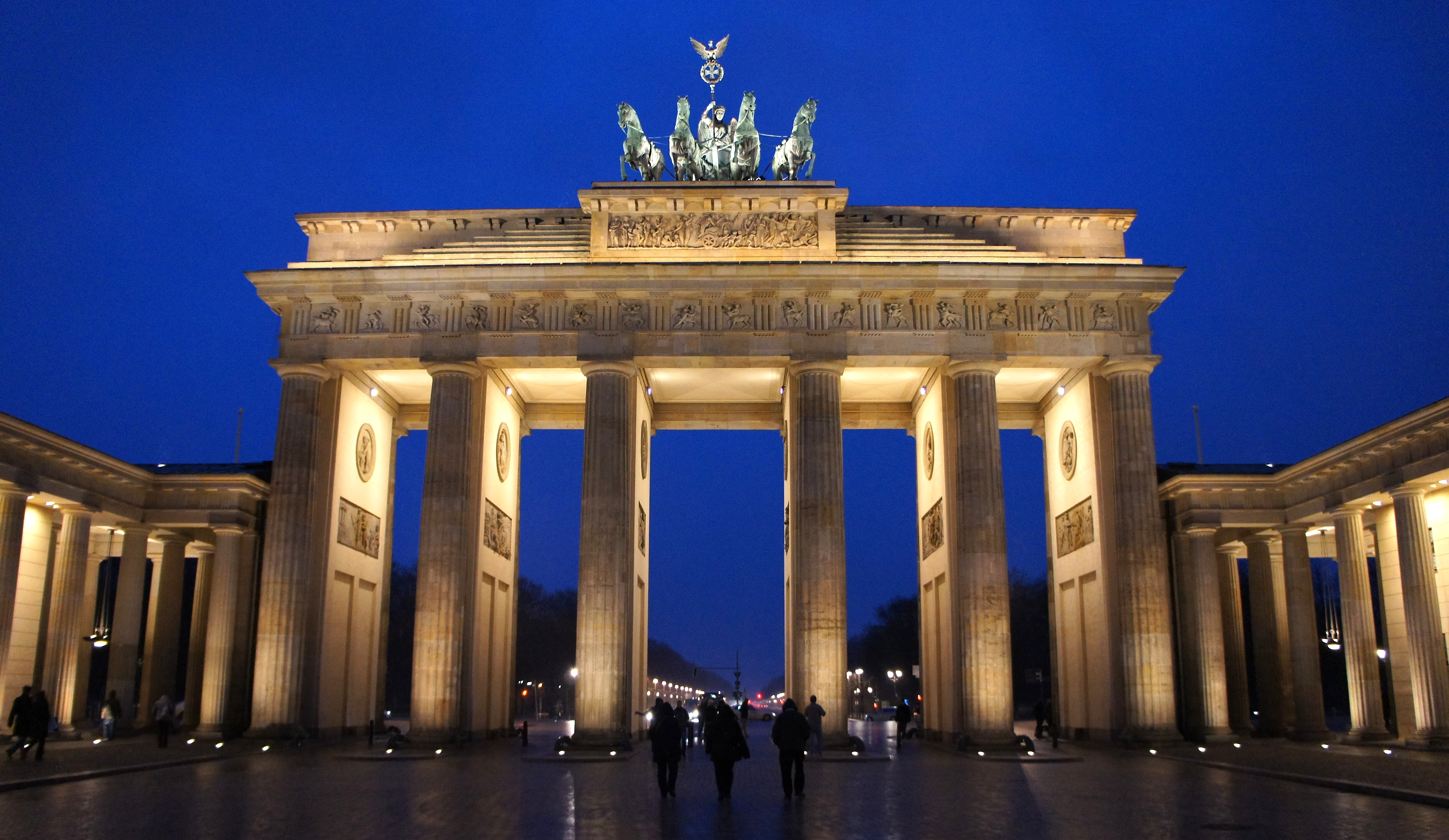
Portão de Brandemburgo, local de largada e chegada das provas de rua.
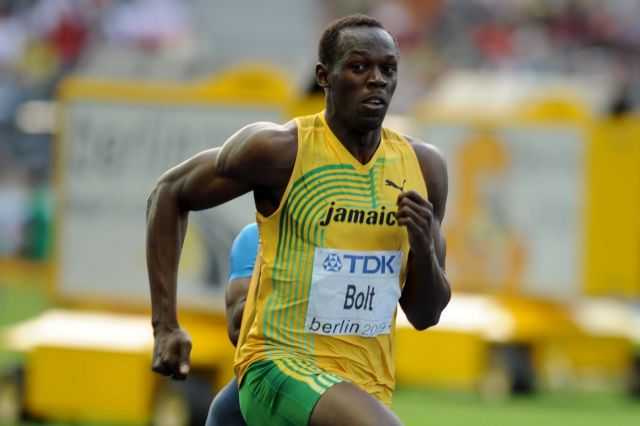
Usain Bolt, a grande estrela do evento.
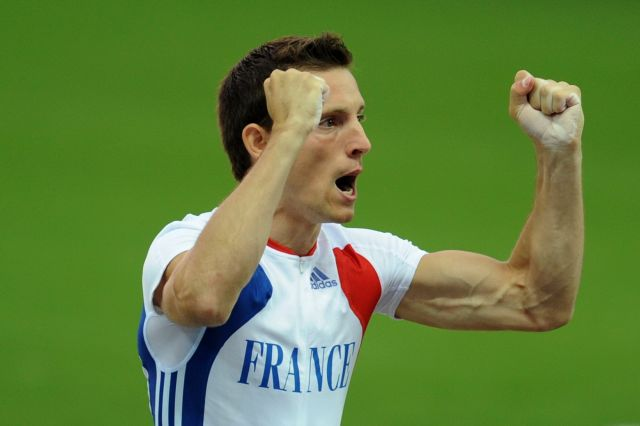
O francês Renaud Lavillenie, futuro campeão olímpico e recordista mundial do salto com vara, medalha de bronze em Berlim.
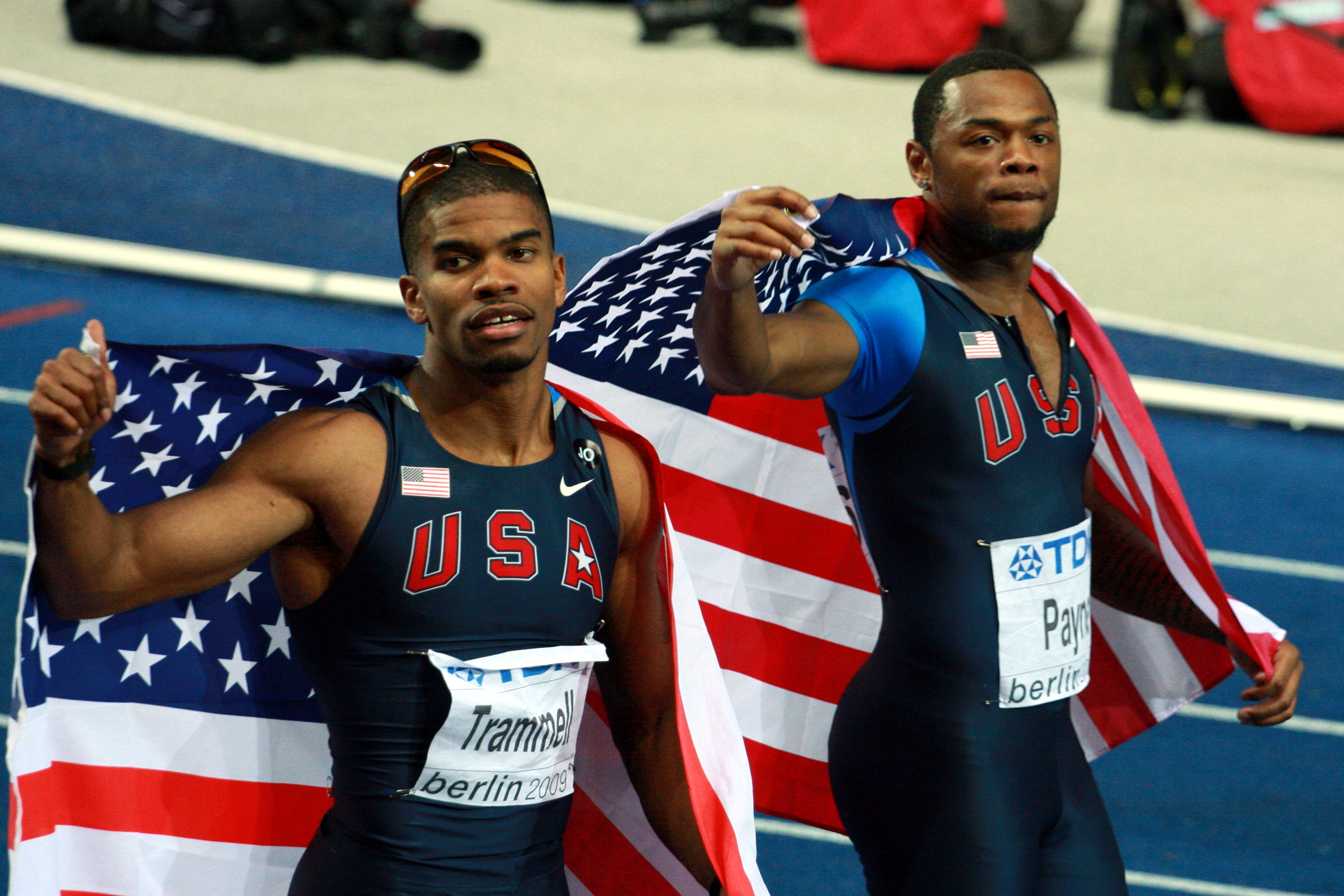
Terrence Trammell e David Payne, prata e bronze nos 110 m c/ barreiras.
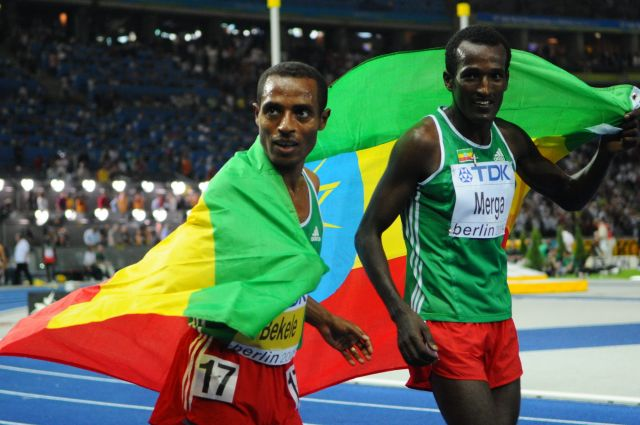
Kenenisa Bekele (17), campeão dos 5 000 e 10 000 metros, com o compatriota Imane Merga.
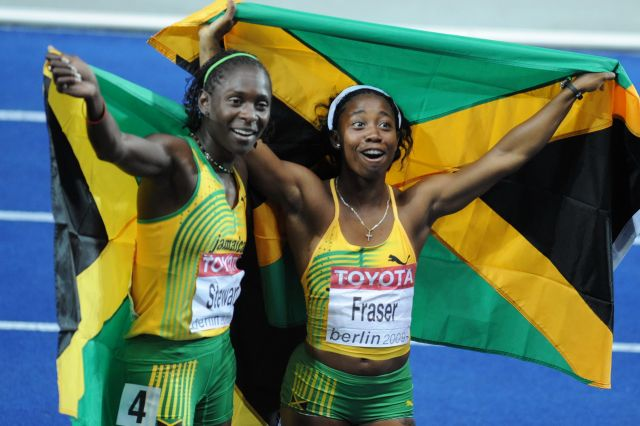
Shelly-Ann Fraser e Kerron Stewart comemoram ouro e prata nos 100 m rasos.
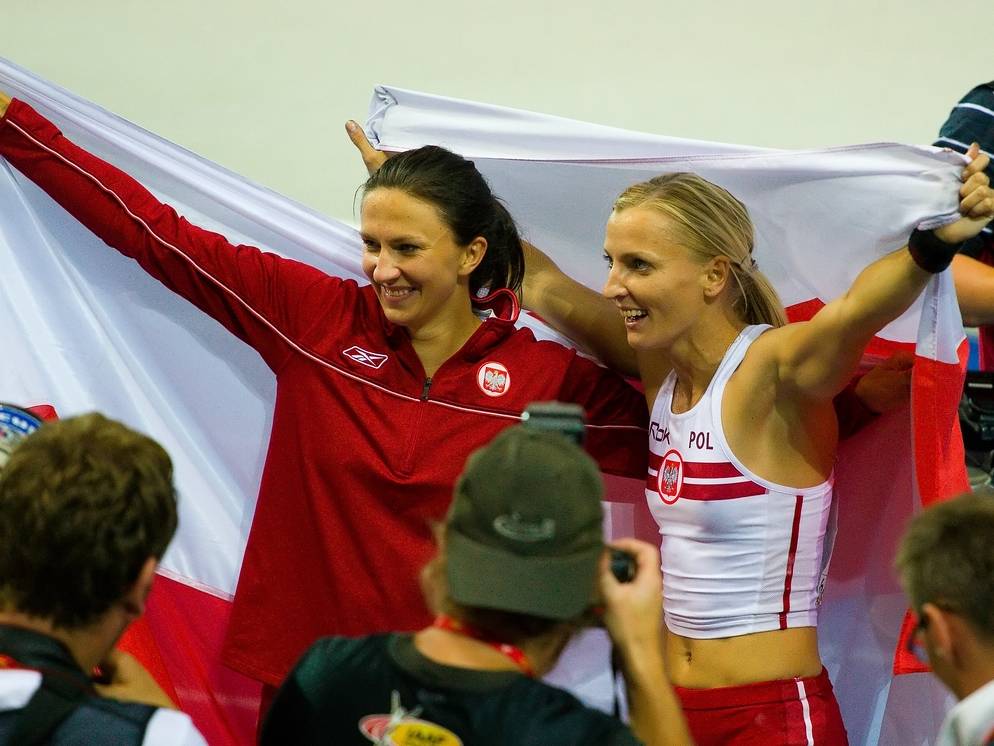
As polonesas Anna Rogowska e Monika Pyrek campeãs do salto com vara.